# Vulkan (hypotetisk planet)
Vulkanus var en hypotetisk planet, som placerades mellan Merkurius och Solen för att kompensera för anomalier som observerats i planetbanorna. 
När en teleskopobservation gjordes under 1800-talet var det precis som att Vulkanus försvann. 1915 kunde planetbanorna slutligen förklaras med Albert Einsteins allmänna relativitetsteori, och Vulkans existens avskrevs. Enligt beräkningar baserade på klassisk mekanik kommer Merkurius perihelion att precessera cirka 531,63 bågsekunder per århundrade under gravitationsstörning från solen och andra planeter. Den faktiska observerade siffran är dock cirka 574 bågsekunder, vilket skiljer sig från den förväntade Skillnaden är 43 bågsekunder, så folk antar att det finns en oupptäckt planet i Merkurius omloppsbana. Vulkan föreslogs därför av Urbain Le Verrier 1859. Han hade framgångsrikt förutspått och upptäckt Neptunus, med hjälp av John Couch Adams, genom att beräkna Uranus yttre störning och försökte sedan använda samma metod för att lösa problemet med Merkurius perihelion .
Vulkanasteroider har fått sitt namn av Vulkan, och är även de hypotetiska, om de existerar så tror man att de kretsar innanför Merkurius på ett avstånd av 0,08-0,21 AE från solen.
Den är namngiven efter den romerske guden Vulcanus.

### Fotnoter
1. ↑  Ross Pomeroy (7 april 2015). ”The Real History of the Planet Vulcan: How a Planet's Death Birthed Relativity” (på engelska). Real Clear Science. http://www.realclearscience.com/blog/2015/04/the_real_history_of_the_fake_planet_vulcan.html. Läst 16 augusti 2015.